# @ Meh
@ Meh è un singolo del rapper statunitense Playboi Carti, pubblicato il 16 aprile 2020.

## Video musicale
Il video musicale, diretto dallo stesso interprete insieme a Nicki Walker, è stato reso disponibile il 16 aprile 2020 in concomitanza con l'uscita del brano.

## Tracce
Testi e musiche di Jordan Carter, Dondre Moore, Ian Wells e Tahj Morgan.
1. @ Meh – 2:46

## Formazione
- Playboi Carti – voce
- DeskHop – produzione
- JetsonMade – produzione
- Neeko Baby – produzione
- Colin Leonard – mastering
- Roark Bailey – missaggio, registrazione

## Successo commerciale
@ Meh ha debuttato alla 51ª posizione della Official Singles Chart grazie a 9 766 unità di vendita.

## Classifiche
| Classifica (2020) | Posizione massima |
| ----------------- | ----------------- |
| Austria           | 68                |
| Canada            | 27                |
| Estonia           | 16                |
| Francia           | 197               |
| Grecia            | 41                |
| Irlanda           | 32                |
| Lituania          | 25                |
| Nuova Zelanda     | 34                |
| Portogallo        | 74                |
| Regno Unito       | 51                |
| Slovacchia        | 55                |
| Stati Uniti       | 35                |
| Svizzera          | 53                |